# もうおまえしか見えない
「もうおまえしか見えない」（もうおまえしかみえない）は、日本のシンガーソングライターである尾崎豊の15枚目のシングル。
1996年4月25日にトランスビート・マスタートラックスからリリースされた。作詞・作曲は尾崎が担当、前作「OH MY LITTLE GIRL」（1994年）よりおよそ2年3か月ぶりにリリースされたシングルであり、未発表曲集『無題』（1996年）からのリカットとなった。
CBS・ソニー主催の「SDオーディション」の際に尾崎が歌唱した曲であり、オーディション合格後に1枚目のアルバム『十七歳の地図』（1983年）の収録曲候補として最終選考に残ったものの、プロデューサーであった須藤晃の判断によりレコーディングされず未発表曲となっていた。アルバム『無題』およびシングル盤にはデモテープの音源がそのまま収録されている。
このCDを含め、既存音源発売版権を持つソニー・ミュージックレコーズ以外のレーベルで発売された未発表音源集については、ファンクラブ「Edge Of Street」や所属事務所であったアイソトープからは、著作者の意思に反するものということで「公式」の音源とは認定されていない。
オリコンチャートでは最高位61位、登場回数3回で売り上げ枚数は1.7万枚となった。

## 録音、制作
尾崎が1982年10月11日に受けたCBS・ソニー主催のオーディション『CBS SONY Sound Development Audition 1982』（SDオーディション）で「ダンスホール」、「町の風景」、「野良犬の道 (Street Blues)」と共に歌唱した曲であり、デモテープに収録されていた。その後尾崎はオーディションに合格し、尾崎のプロデューサーとなった須藤晃と間で複数回におよぶミーティングが行われた。ミーティングの度に尾崎は制作したデモテープや歌詞が書かれた大学ノートを持参していたが、須藤の望む作品ではなかったためレコーディングは開始されなかった。その後尾崎は「十七歳の地図」の歌詞を完成させ、それを見た須藤は「これだよ! この曲だよ」と叫び絶賛した。
「十七歳の地図」の歌詞が完成したことによって尾崎の1枚目のアルバム『十七歳の地図』（1983年）のレコーディングが開始され、収録曲候補として本作もリストアップされていたが、最終選考の段階で没とされレコーディングは行われなかった。「ダンスホール」はジャクソン・ブラウンの「ザ・ロード」に似ている事から同様に没とされた。しかし「ダンスホール」はその後もライブでは演奏されていたため、2枚目のアルバム『回帰線』（1985年）に収録される事になった。
尾崎が10代の内に制作した曲は29曲であり須藤はこの曲数が少ないと述べているが、これは尾崎と須藤が共に作品に対してシビアであった結果であり、両者が「レコードにしてもいい」と判断した曲が29曲であったと述べている。また、アルバム『十七歳の地図』以前に書き溜めた曲は多数あったが、本作や「野良犬の道」はレコードに入れておらず、尾崎の死後にレコード化された事に対して須藤は否定的な見解を示している。

## リリース
尾崎の死去から4年後の1996年4月25日にトランスビート・マスタートラックスから8センチCDでリリースされた。
このシングルはカップリング曲も含め、アルバム『無題』に収録されている他の作品と同様に、デビュー前に録音された未発表音源をそのままリリースしたものであり、デモテープ音源であるためノイズなどが入っており、演奏は尾崎によるアコースティック・ギター1本での弾き語り演奏となっている。

## 別バージョン
後にアルバム『風にうたえば』（1999年）において、服部克久によるオーケストラアレンジが施されたアレンジバージョンが収録されており、さらにアルバム『SEPIA』（2002年）には西本明によるオーケストラアレンジバージョンが収録されている。

## アートワーク
ジャケットデザインは、アルバム『無題』と同様に画家の池田満寿夫によるものとなっている。

## 収録曲
| 全作詞・作曲・編曲: 尾崎豊。 |                            |        |            |      |
| #                            | タイトル                   | 作詞   | 作曲・編曲 | 時間 |
| 1.                           | 「もうおまえしか見えない」 | 尾崎豊 | 尾崎豊     | 5:05 |
| 2.                           | 「弱くてバカげてて」       | 尾崎豊 | 尾崎豊     | 4:07 |
| 合計時間:                    | 合計時間:                  | 9:12   |            |      |

## スタッフ・クレジット

### 参加ミュージシャン
- 尾崎豊 - ボーカル、アコースティック・ギター

### スタッフ
- 池田満寿夫 - ドローイング
- 野本卓司 - デザインワーク
- 川井純子 - デザインワーク
- 田中一郎（風の仲間たち） - マスタリング
- 野田浩司（JVCマスタリングセンター） - マスタリング

## リリース履歴
| No. | 日付          | レーベル                           | 規格      | 規格品番 | 最高順位 | 備考 |
| --- | ------------- | ---------------------------------- | --------- | -------- | -------- | ---- |
| 1   | 1996年4月25日 | トランスビート・マスタートラックス | 8センチCD | TBDL-1   | 61位     |      |

## 収録アルバム
- 「もうおまえしか見えない」
  - 『無題』（1996年）
  - 『Before the Seventeen's Map』（1997年） - 服部克久によるオーケストラアレンジバージョンを収録。
  - 『風にうたえば』（1999年） - 服部克久によるオーケストラアレンジバージョンを収録。
  - 『jewel -Vocal Version-』（2001年） - バンドサウンドアレンジバージョンを収録。
  - 『SEPIA』（2002年） - 西本明によるアレンジバージョンを収録。
  - 『I LOVE YOU〜BALLADE BEST』（2011年）
- 「弱くてバカげてて」
  - 『無題』（1996年）
  - 『Before the Seventeen's Map』（1997年） - 服部克久によるオーケストラアレンジバージョンを収録。
  - 『風にうたえば』（1999年） - 服部克久によるオーケストラアレンジバージョンを収録。
  - 『jewel -Vocal Version-』（2001年） - バンドサウンドアレンジバージョンを収録。
  - 『SEPIA』（2002年） - 西本明によるアレンジバージョンを収録。